# New Norcia

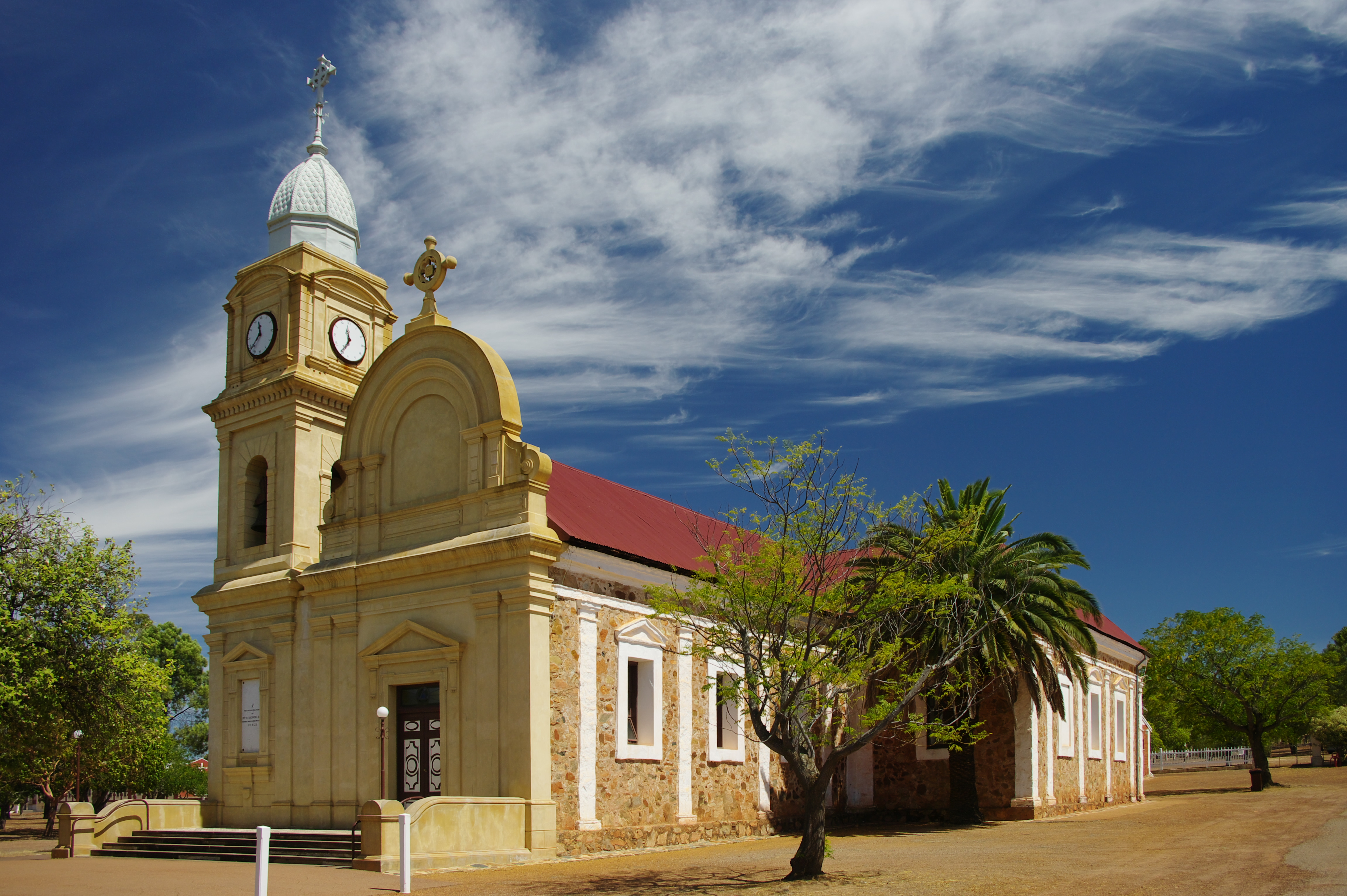
Abbatiale de New Norcia.

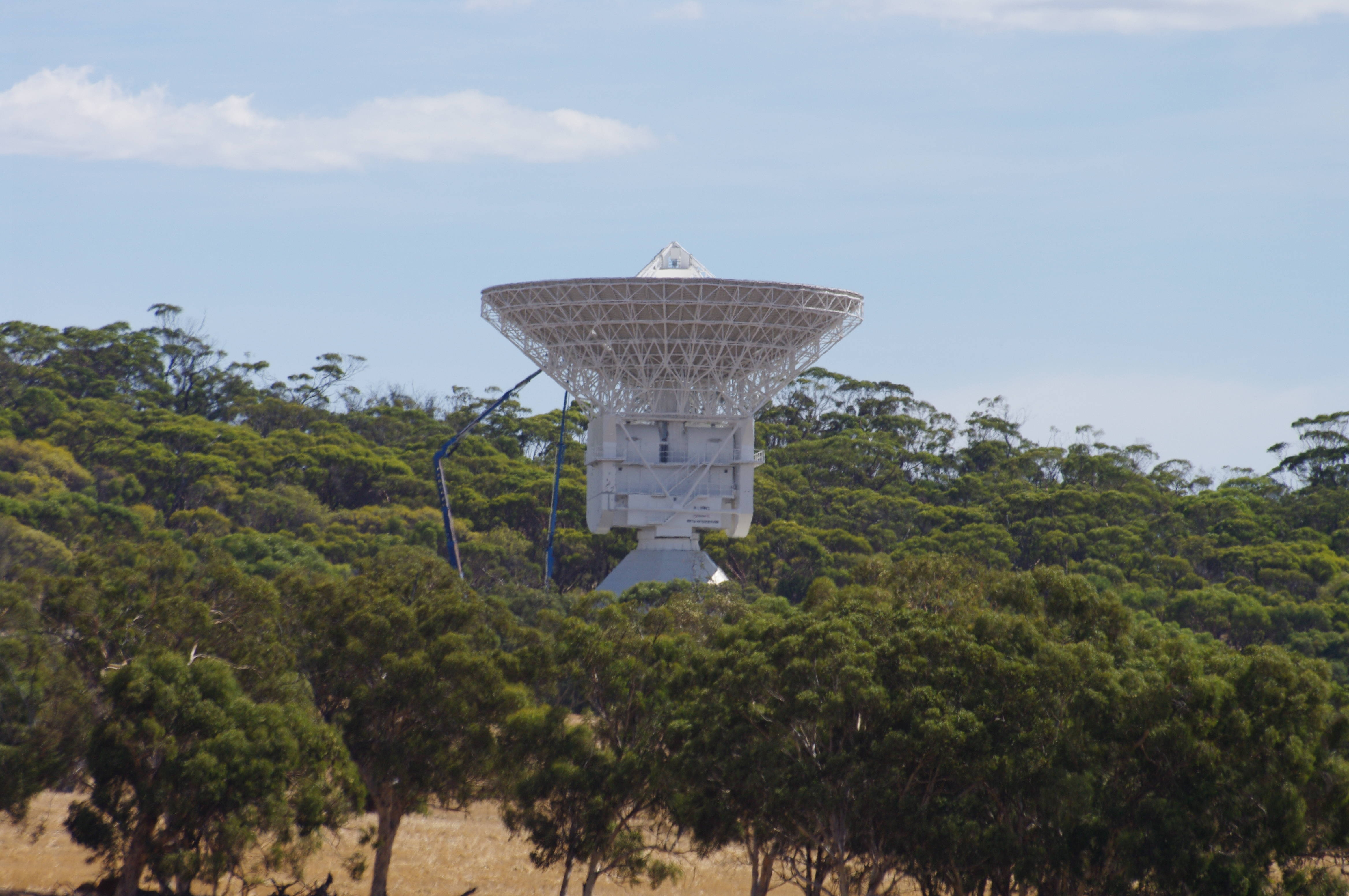
Antenne de l'European Space Tracking.

New Norcia est une ville du comté de Victoria Plains, en Australie-Occidentale, en Australie. Elle est située sur la Great Northern Highway et la Moore River à 182 kilomètres au nord de Perth.